# La Guerre des Demoiselles
Ne doit pas être confondu avec Guerre des Demoiselles.
Pour plus de détails, voir Fiche technique et Distribution.
La Guerre des Demoiselles est un film français réalisé par Jacques Nichet et sorti en 1983.

## Fiche technique
- Titre : La Guerre des Demoiselles
- Réalisation : Jacques Nichet
- Scénario : Jacques Nichet, Jean-Louis Benoît et Christian Guillon
- Photographie : Christian Guillon
- Décors : Alain Chambon
- Costumes : Christine Rabot-Pinson
- Son : Claude Bertrand
- Mixage : Gérard Lamps
- Musique : Georges Baux et Pierre-Marie Baux
- Montage : Catherine Quesemand
- Production : Adria Fims - France 3 Cinéma
- Pays d'origine :  France
- Durée : 85 minutes
- Dates de sortie :   
  - Espagne : 20 septembre 1983 (Festival du film de Saint-Sébastien)
  - France : 4 juillet 1984

## Distribution
- Jean-Paul Roussillon : le juge
- Roger Souza : le greffier
- Jean-Quentin Châtelain : Sardanapale
- Gilbert Gilles
- Albert Icart
- Jean-Louis Benoît
- Anne Clément

## Sélections
- Festival international du film de Saint-Sébastien 1983[1]
- Festival de films Résistances 2011[2]